# کریستیان آنلی
کریستیان آنلی (انگلیسی: Christian Anelli؛ زادهٔ ۱ فوریهٔ ۱۹۸۹) بازیکن فوتبال اهل ایتالیا است.